# Austrian Open 2007 - Qualificazioni singolare
Le qualificazioni del singolare  dell'Austrian Open 2007 sono state un torneo di tennis preliminare per accedere alla fase finale della manifestazione. I vincitori dell'ultimo turno sono entrati di diritto nel tabellone principale. In caso di ritiro di uno o più giocatori aventi diritto a questi sono subentrati i lucky loser, ossia i giocatori che hanno perso nell'ultimo turno ma che avevano una classifica più alta rispetto agli altri partecipanti che avevano comunque perso nel turno finale.
Le qualificazioni del torneo Austrian Open 2007 prevedevano 16 partecipanti di cui 4 sono entrati nel tabellone principale.

## Teste di serie
1. Boris Pašanski (primo turno)
2. Fabio Fognini (primo turno)
3. Hugo Armando (primo turno)
4. Christophe Rochus (primo turno)

1. Rogério Dutra da Silva (primo turno)
2. Laurent Recouderc (primo turno)
3. Daniel Brands (primo turno)
4. Javier Genaro-Martinez (primo turno)

## Qualificati
1. Andreas Haider-Maurer
2. Rainer Eitzinger

1. Laurent Recouderc
2. Pavol Cervenak

## Tabellone

### Legenda
| - Q = Qualificato - WC = Wild card - LL = Lucky loser | - ALT = Alternate - SE = Special Exempt - PR = Protected Ranking | - w/o = Walkover - r = Ritirato - d = Squalificato |

### Sezione 1
|  | Primo turno | Primo turno           | Primo turno    | Primo turno | Primo turno |  |  | Ultimo turno | Ultimo turno           | Ultimo turno           | Ultimo turno           | Ultimo turno |  |
|  |             |                       |                |             |             |  |  |              |                        |                        |                        |              |  |
|  |             | Giancarlo Petrazzuolo | 7              | 3           | 6           |  |  |              |                        |                        |                        |              |  |
|  | 1           | Boris Pašanski        | 5              | 6           | 4           |  |  | 5            | Rogério Dutra da Silva | Rogério Dutra da Silva | Rogério Dutra da Silva |              |  |
|  | 9           | Jérémy Chardy         | Jérémy Chardy  | 7           | 6           |  |  |              | Andreas Haider-Maurer  | Andreas Haider-Maurer  | Andreas Haider-Maurer  | W-O          |  |
|  |             | Philipp Oswald        | Philipp Oswald | 64          | 3           |  |  |              |                        |                        |                        |              |  |

### Sezione 2
|  | Primo turno | Primo turno           | Primo turno | Primo turno | Primo turno |  |  | Ultimo turno | Ultimo turno     | Ultimo turno | Ultimo turno | Ultimo turno |  |
|  |             |                       |             |             |             |  |  |              |                  |              |              |              |  |
|  | 2           | Fabio Fognini         | 6           | 6           | 6           |  |  |              |                  |              |              |              |  |
|  |             | Ladislav Chramosta    | 7           | 3           | 4           |  |  | 11           | Sebastian Decoud | 2            | 6            | 2            |  |
|  | 10          | Teodor-Dacian Craciun | 5           | 6           | 6           |  |  |              | Rainer Eitzinger | 6            | 4            | 6            |  |
|  |             | Alexandre Sidorenko   | 7           | 4           | 4           |  |  |              |                  |              |              |              |  |

### Sezione 3
|  | Primo turno | Primo turno     | Primo turno | Primo turno | Primo turno |  |  | Ultimo turno | Ultimo turno      | Ultimo turno      | Ultimo turno | Ultimo turno |  |
|  |             |                 |             |             |             |  |  |              |                   |                   |              |              |  |
|  | 3           | Hugo Armando    | 6           | 3           | 6           |  |  |              |                   |                   |              |              |  |
|  |             | Diego Junqueira | 3           | 6           | 3           |  |  |              | Armin Sandbichler | Armin Sandbichler | 4            | 69           |  |
|  | 7           | Daniel Brands   | 6           | 3           | 7           |  |  | 6            | Laurent Recouderc | Laurent Recouderc | 6            | 7            |  |
|  |             | Nenad Zimonjić  | 3           | 6           | 5           |  |  |              |                   |                   |              |              |  |

### Sezione 4
|  | Primo turno | Primo turno            | Primo turno            | Primo turno | Primo turno |  |  | Ultimo turno | Ultimo turno   | Ultimo turno   | Ultimo turno | Ultimo turno |  |
|  |             |                        |                        |             |             |  |  |              |                |                |              |              |  |
|  | 4           | Christophe Rochus      | Christophe Rochus      | 6           | 6           |  |  |              |                |                |              |              |  |
|  |             | Juan Antonio Marín     | Juan Antonio Marín     | 1           | 2           |  |  | 12           | Ivo Minář      | Ivo Minář      | 4            | 2            |  |
|  |             | Javier Genaro-Martinez | Javier Genaro-Martinez | 6           | 7           |  |  |              | Pavol Cervenak | Pavol Cervenak | 6            | 6            |  |
|  | 8           | Joseph Sirianni        | Joseph Sirianni        | 2           | 64          |  |  |              |                |                |              |              |  |